# Więciórka
Więciórka – wieś w Polsce, położona w województwie małopolskim, w powiecie myślenickim, w gminie Tokarnia.
W latach 1975–1998 wieś administracyjnie należała do województwa krakowskiego.

## Położenie
Niewielka wieś, położona na południowym skłonie Pasma Koskowej Góry w Beskidzie Makowskim. Jej zabudowania leżą w dolinie potoku Więcierza i jego dopływu – Czarnego Potoku oraz na stokach wzniesień, ograniczających doliny tych potoków: Parszywki (842), Sołtysiej Góry (813 m), Kusikówki (706 m), Balinki (708 m) i Jaworzyńskiego Wierchu (782 m). Przez miejscowość, doliną potoku Więcierza, prowadzi droga asfaltowa z Tokarni. Asfalt kończy się poniżej Przełęczy Dział, dalej na przełęcz prowadzi już tylko droga gruntowa.

## Integralne części wsi
| przysiółek | Polana |
| części wsi | Bednarzówka, Bylicówka, Czarny Potok, Dragoszówka, Dworzysko, Florkówka, Hajdukówka, Jerysiówka, Karczmiska, Kopyrówka, Kubiakówka, Kucałówka, Odrobinówka, Lachówka, Salwówka, Tekielówka, Wnękówka, Zającówka |

## Zarys historii
Nazwa miejscowości pochodzi od pułapek na ryby.
O wsi Więciórka pierwsze zapiski pochodzą z XVII w., jednak jej początki mogą być znacznie starsze. Z 1349 r. pochodzi wzmianka o nadaniu sołtysowi Mikołajowi lasu nad rzeczką Wienciernicą przez Henryka, opata tynieckiego. W 1365 r. dokument wymienia potoki Więciorskie: Mały i Duży. Niewykluczone więc, że wieś istniała już w XIV–XV w. Być może, że były to nawet dwie wsie ("Mała" i "Duża"): w 1539 r. bracia Jordanowie dzielą między siebie ojcowiznę, w skład, której wchodzą obie wsie Więcierże. Śladem tego może być funkcjonowanie do dzisiaj nazw "Więcierza" w dole doliny i "Więciórka" w górze doliny. W tym czasie wieś należała do starostwa lanckorońskiego, będąc jedną z jego mniejszych osad.
Na początku XVII w., po tym jak w wyniku głodu i chorób osada opustoszała, Jan Zebrzydowski, dożywotni starosta lanckoroński, osadził w niej nowych osadników, sprowadzonych z óczesnych Czech i Górnych Węgier (dzisiejszej Słowacji). W tym czasie powstał tu mały folwark, którego właścicielem został kmieć o nazwisku Dziuraj. Dwór mieścił się na roli, zwanej do dziś "Dworzysko". Posiadał nawet swój browar, gdzie wyrabiano piwo na własny użytek. Dwór istniał do 1772 r., kiedy to został opuszczony przez swego pana i rozebrany przez mieszkańców na własne potrzeby.
Istnieją informacje z 1646 r. o działającej tutaj hucie szkła. W tym roku dostarczono z niej na zamek lanckoroński 11 000 szyb okiennych, 8 tuzinów szklanek i kieliszków oraz 240 flaszek.

W następnych latach właścicielami huty byli kmiecie: Jan Szubran, Jodłowczyk i Bargiel.

Zakład działał do przełomu XVII i XVIII stulecia. Na roli zwanej "Hucisko" do dziś dnia zachowały się pozostałości hałdy z odpadami hutniczymi: żużlem i stłuczką szklaną. Rozwojowi wsi w tym okresie sprzyjał szlak handlowy, który przechodził tędy z Orawy w kierunku Myślenic i Krakowa.
Po likwidacji starostwa lanckorońskiego Więciórka weszła w skład klucza myślenickiego. Stanowiła najpierw własność rodu Montleart, a od 1874 r. Lubomirskich.
W latach I wojny światowej w górnej części doliny, na Dziale Bylicowym, Dziale Kubiakowym i Dziale Kopyrowym, powstały polowe umocnienia obronne, których zarysy rozpoznawalne są do dziś.
W czasie okupacji niemieckiej w latach II wojny światowej we wsi działała komórka Konfederacji Tatrzańskiej. Schronienie znalazła tu Jadwiga Apostoł-Staniszewska, która ukrywała się u rodziny Franciszka i Anieli Słoninów, mieszkających w przysiółku Polana. Tu też, w sierpniu 1942 r. została aresztowana przez Gestapo wraz z innym działaczem Konfederacji, Tadeuszem Popkiem.
Po zakończeniu wojny w rejonie tym działało podziemie antykomunistyczne. Ukrywał się tu m.in. Jan Sałapatek ps. „Orzeł”, najdłużej działający dowódca oddziałów leśnych, zamordowany przez UB w sąsiedniej Trzebuni na początku 1955 r.

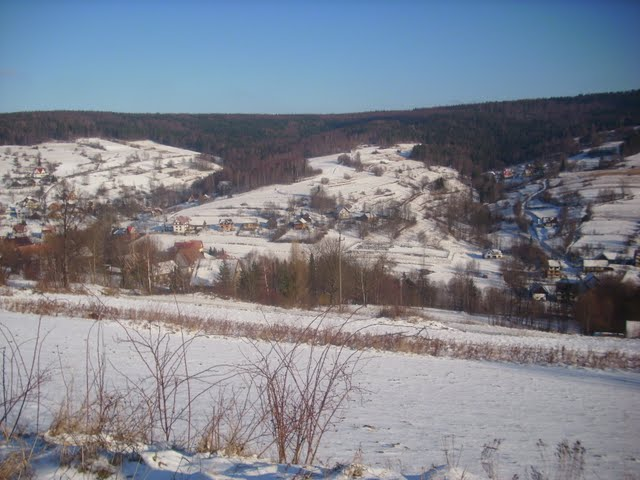

## Więciórka obecnie
Aktualnie Więciórka posiada charakter wsi rolniczo-letniskowej. Obecnie liczy około 350 mieszkańców.